# 椭圆丽蚌
椭圆丽蚌（学名：Lamprotula gottschei）为蚌科丽蚌属的动物，俗名蚌蛤、白玉蛤。分布于朝鲜以及中国大陆的辽宁等地，一般栖息于较急的水流内以及底质为沙底或岩石底的河流内。